# Toshima

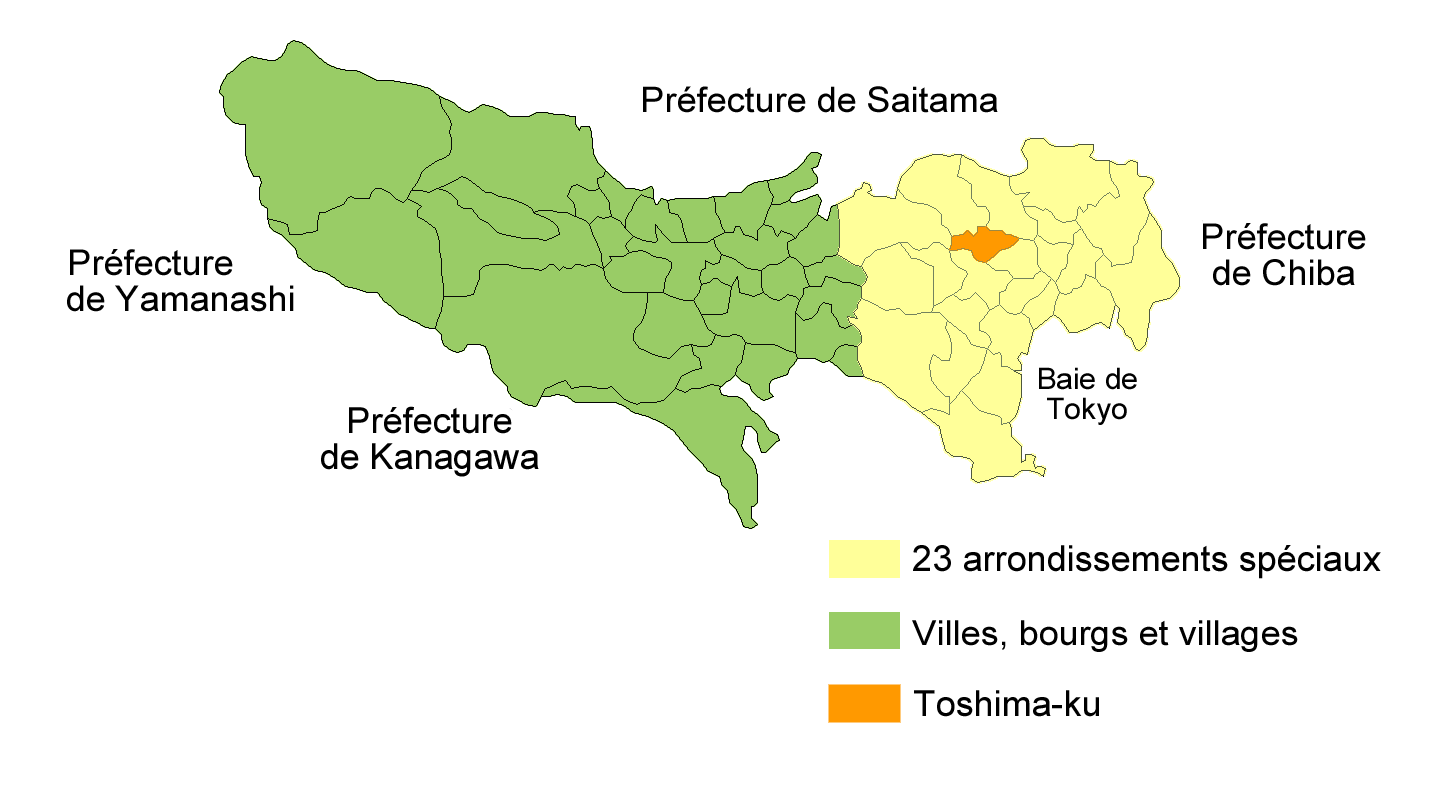
Situation de Toshima-ku dans la préfecture de Tōkyō.

Pour les articles homonymes, voir Toshima (homonymie).
Toshima (豊島区, Toshima-ku) est un des vingt-trois arrondissement spéciaux formant Tokyo, au Japon.

## Géographie

### Démographie
En 2005, la population de l'arrondissement Toshima était de 252 011 habitants répartis sur une superficie de 13,01 km2.

### Quartiers
- Ikebukuro
- Senkawa
- Komagome
- Sugamo
- Kanamecho
- Ikebukurohoncho
- Nishisugamo
- Higashiikebukuro
- Minamiotsuka
- Kamiikebukuro
- Nitaotsuka
- Zoshigaya
- Takada
- Minamiikebukuro
- Mejiro
- Nishiikebukuro
- Minaminagasaki
- Nagasaki

## Histoire
L'arrondissement Toshima a été fondé le 15 mars 1947.

## Transport

### Rail
- JR East :
  - ligne Saikyō
  - ligne Shōnan-Shinjuku
  - ligne Yamanote

- Seibu
  - ligne Ikebukuro

- Tōbu
  - ligne Tōjō

- Toei
  - ligne Mita
  - Toden Arakawa (tramway)

- Tokyo Metro
  - ligne Fukutoshin
  - ligne Namboku
  - ligne Marunouchi
  - ligne Yūrakuchō